# NGC 5949
NGC 5949 هيَ مجرة قزمة تتواجد في كوكبة التنين، وتبعد حوالي 44 مليون سنة ضوئية.